# Maladaptace
Maladaptace, špatná adaptace, znamená v populační genetice znak, který aktivně způsobuje organismu více škody než užitku (nebo se takovým stal v průběhu evoluce), přestože adaptace, která tento znak vytvořila, byla organismu k užitku. Všechny organismy od bakterií po člověka vykazují maladaptivní i adaptivní znaky. Chování vzniklé maladaptací se nazývá maladaptivní chování. Na adaptaci i na maladaptaci je možné se dívat jak z pohledu života populace, tak z pohledu malé skupiny o délce trvání života jednotlivce.
Jako maladaptace se může označovat také adaptace, která v době svého vzniku znamenala pro druh výhodu, nicméně časem začala být pro organismus překážkou. Taková situace může nastat, pokud je shodou okolností tato adaptace špatně selektována (viz „evoluční svezení se“ čili genetický draft).
O konceptu maladaptace se diskutovalo již v pozdním 19. století, nicméně byl založen na chybném pohledu na evoluční teorii. Věřilo se, že vrozená tendence organismu adaptovat se k degeneracím by se brzy stala maladaptací a měla by být brzy „vymýcena“ z populace (viz eugenika). Ve skutečnosti jsou výhody vytvořené jednou adaptací samy o sobě málokdy rozhodující pro přežití jedince. Namísto toho se organismy musí často vypořádávat se synergickými nebo antagonistickými adaptacemi, které stále nemohou nic ovlivnit bez ovlivnění jiných.
Jinými slovy, je téměř nemožné získat adaptaci bez přidané „maladaptace“. Vezměme v úvahu jednoduchý příklad: Pro zvíře je extrémně těžké vyvinout si „zároveň“ schopnost dýchat na zemi i pod vodou. Lepší adaptace na jedno usměrňuje horší adaptaci na to druhé.

## Příklady maladaptace
- V průběhu period klimatických změn se některé dobře adaptované druhy mohou špatně potýkat s novým klimatem a vyhynout (od teplejšího prostředí je například dělí geologická bariéra či zdejší prostředí je již obsazenou nikou). Dnes se diskutuje o tom, jak předejít takovým maladaptacím při současných klimatických změnách, pokud onu geologickou bariéru představuje umělý objekt jako přehrada, dálnice či průplav.[1]
- Rezistence k antibiotikům bývá obvykle problém adaptace/maladaptace. Pokud jsou antibiotika užita, jsou vymýceny ty organismy, které k nim nemají rezistenci (odolnost). Navíc detoxikovat antibiotika z půdy něco stojí: látky, které jsou užity k rezistenci (jako beta-laktamáza)  jsou jen výjimečně využitelné pro cokoli jiného. Dokud jsou antibiotika aplikována takto nevybíravě, neexistuje žádná evolučně stabilní strategie.

## Maladaptace v psychologii
Maladaptace znamená v psychologii chování jedince, který se nepřizpůsobuje společnosti, nebo je jeho snaha o včlenění kontraproduktivní.